# Dolní Dunajovice
Dolní Dunajovice (in tedesco Unter Tannowitz) è un comune della Repubblica Ceca facente parte del distretto di Břeclav, in Moravia Meridionale.